# Coppa delle nazioni UNCAF 2007
La Coppa delle nazioni UNCAF 2007 (UNCAF Nations Cup 2007) fu la nona edizione della Coppa delle nazioni UNCAF, la competizione calcistica per nazione organizzata dall'UNCAF. La competizione si svolse in El Salvador dall'8 febbraio al 18 febbraio 2007 e vide la partecipazione di sette squadre: Belize, Costa Rica, El Salvador, Guatemala, Honduras, Nicaragua e Panama. Il torneo, che si tiene ogni due anni a partire dal 1991, vale anche come qualificazione per la CONCACAF Gold Cup.
L'UNCAF organizzò questa competizione dal 1991 al 2009 sotto il nome di Coppa delle nazioni UNCAF; dall'edizione del 2011 cambiò nome e divenne Coppa centroamericana.

## Formula
- Qualificazioni

Nessuna fase di qualificazione. Le squadre sono qualificate direttamente alla fase finale.
- Fase Finale

Fase a gruppi - 7 squadre, divise in due gruppi (uno da quattro squadre e uno da tre squadre). Giocano partite di sola andata, la prima e la seconda classificata si qualificano alle semifinali. Le prime due classificate si qualificano anche alla fase finale della CONCACAF Gold Cup 2007. Le terze classificate effettuano uno spareggio per un posto alla CONCACAF Gold Cup 2007.
Fase a eliminazione diretta - 4 squadre, giocano semifinale e finale con partite di sola andata. La vincente si laurea campione UNCAF.

## Stadi
| San Salvador      | San Salvador |
| Estadio Cuscatlán | San Salvador |
| Capienza: 39.000  | San Salvador |
|                   | San Salvador |

## Squadre partecipanti
| Pr. | Squadra     | Data di qualificazione certa | Partecipante in quanto                                         | Partecipazioni precedenti al torneo                | Ultima presenza |
| --- | ----------- | ---------------------------- | -------------------------------------------------------------- | -------------------------------------------------- | --------------- |
| 1   | El Salvador | -                            | Rappresentativa della nazione organizzatrice della fase finale | 8 (1991, 1993, 1995, 1997, 1999, 2001, 2003, 2005) | Guatemala 2005  |
| 2   | Belize      | -                            | Qualificata di diritto                                         | 4 (1995, 1999, 2001, 2005)                         | Guatemala 2005  |
| 3   | Costa Rica  | -                            | Qualificata di diritto                                         | 8 (1991, 1993, 1995, 1997, 1999, 2001, 2003, 2005) | Guatemala 2005  |
| 4   | Guatemala   | -                            | Qualificata di diritto                                         | 7 (1991, 1995, 1997, 1999, 2001, 2003, 2005)       | Guatemala 2005  |
| 5   | Honduras    | -                            | Qualificata di diritto                                         | 8 (1991, 1993, 1995, 1997, 1999, 2001, 2003, 2005) | Guatemala 2005  |
| 6   | Nicaragua   | -                            | Qualificata di diritto                                         | 5 (1997, 1999, 2001, 2003, 2005)                   | Guatemala 2005  |
| 7   | Panama      | -                            | Qualificata di diritto                                         | 6 (1993, 1995, 1997, 2001, 2003, 2005)             | Guatemala 2005  |

Nella sezione "partecipazioni precedenti al torneo", le date in grassetto indicano che la nazione ha vinto quella edizione del torneo, mentre le date in corsivo indicano la nazione ospitante.

## Fase a gruppi

### Gruppo A

#### Classifica
| Pos | Squadra     | Pti | G | V | N | P | GF | GS | DR |
| --- | ----------- | --- | - | - | - | - | -- | -- | -- |
| 1   | El Salvador | 7   | 3 | 2 | 1 | 0 | 4  | 2  | +2 |
| 2   | Guatemala   | 7   | 3 | 2 | 1 | 0 | 2  | 0  | +2 |
| 3   | Nicaragua   | 3   | 3 | 1 | 0 | 2 | 5  | 5  | 0  |
| 4   | Belize      | 0   | 3 | 0 | 0 | 3 | 3  | 7  | -4 |

El Salvador e Guatemala qualificate alle semifinali e alla CONCACAF Gold Cup 2007.
Nicaragua accede allo spareggio per la CONCACAF Gold Cup 2007.

#### Risultati
| Arbitro: | Pineda |

|              |           |  |
| Quiñónez 29’ | Marcatori |  |

| Arbitro: | Quesada |

|                          |           |               |
| Díaz 25’ Quintanilla 55’ | Marcatori | 64’ Benavides |

| Arbitro: | Vidal |

|  |           |            |
|  | Marcatori | 8’ Cabrera |

| Arbitro: | Arredondo |

|                     |           |            |
| Quintanilla 16’ 65’ | Marcatori | 53’ Wilson |

| Arbitro: | Quesada |

|                                |           |                  |
| Palacios 12’ 20’ 68’ Busto 28’ | Marcatori | 25’ 34’ McCauley |

| San Salvador 12 febbraio 2007, ore 19:30 UTC-6 | El Salvador | 0 – 0 | Guatemala | Estadio Cuscatlán\| Arbitro: \| Archundia \| |
| Arbitro:                                       | Archundia   |       |           |                                              |

### Gruppo B

#### Classifica
| Pos | Squadra    | Pti | G | V | N | P | GF | GS | DR |
| --- | ---------- | --- | - | - | - | - | -- | -- | -- |
| 1   | Panama     | 4   | 2 | 1 | 1 | 0 | 2  | 1  | +1 |
| 2   | Costa Rica | 3   | 2 | 1 | 0 | 1 | 3  | 2  | +1 |
| 3   | Honduras   | 1   | 2 | 0 | 1 | 1 | 2  | 4  | -2 |

Panama e Costa Rica qualificate alle semifinali e alla CONCACAF Gold Cup 2007.
Honduras accede allo spareggio per la CONCACAF Gold Cup 2007.

#### Risultati
| Arbitro: | Archundia |

|                             |           |              |
| Fonseca 4’ 70’ González 46’ | Marcatori | 58’ Martínez |

| Arbitro: | Aguilar |

|                    |           |            |
| Guardia 26’ (aut.) | Marcatori | 80’ Rivera |

| Arbitro: | Batres |

|            |           |  |
| Blanco 87’ | Marcatori |  |

### Spareggio
| Arbitro: | Aguilar |

|            |           |                                                                            |
| Wilson 31’ | Marcatori | Martinez 3’ Velásquez 6’ 27’ 37’ 39’ (rig.) Martinez 68’ 80’ 84’ Mejía 78’ |

Honduras qualificato alla CONCACAF Gold Cup 2007.

## Fase a eliminazione diretta

### Tabellone
|  | Semifinali  | Semifinali  | Semifinali |            |        | Finale          | Finale          | Finale          |  |
|  |             |             |            |            |        |                 |                 |                 |  |
|  | Panama      | Panama      | 2          |            |        |                 |                 |                 |  |
|  | Panama      | Panama      | 2          |            |        |                 |                 |                 |  |
|  | Guatemala   | Guatemala   | 0          |            |        |                 |                 |                 |  |
|  | Guatemala   | Guatemala   | 0          |            | Panama | Panama          | 1 (1)           |                 |  |
|  |             |             |            |            | Panama | Panama          | 1 (1)           |                 |  |
|  |             |             | Costa Rica | Costa Rica | 1 (4)  |                 |                 |                 |  |
|  | El Salvador | El Salvador | Costa Rica | Costa Rica | 1 (4)  | 0               |                 |                 |  |
|  | El Salvador | El Salvador |            |            |        | 0               |                 |                 |  |
|  | Costa Rica  | Costa Rica  | 2          |            |        | Finale 3º posto | Finale 3º posto | Finale 3º posto |  |
|  | Costa Rica  | Costa Rica  | 2          |            |        |                 |                 |                 |  |
|  |             |             |            |            |        |                 |                 |                 |  |
|  |             |             |            |            |        | Guatemala       | Guatemala       | 1               |  |
|  |             |             |            |            |        | Guatemala       | Guatemala       | 1               |  |
|  |             |             |            |            |        | El Salvador     | El Salvador     | 0               |  |

### Semifinali
| Arbitro: | Arredondo |

|                                 |           |  |
| Phillips 50’ Baloy 90+2’ (rig.) | Marcatori |  |

| Arbitro: | Aguilar |

|  |           |                         |
|  | Marcatori | 11’ Wallace 13’ Fonseca |

### Finale 3º posto
| Arbitro: | Quezada |

|               |           |  |
| Albizuris 82’ | Marcatori |  |

### Finale
| Arbitro: | Batres |

|                       |                      |                                     |
| Tejada 36’            | Marcatori            | 85’ Bernard                         |
| Baloy Herrera Escobar | Tiri di rigore 1 – 4 | Centeno Fonseca Hernández Barrantes |

## Statistiche

### Classifica marcatori
4 reti
- Wilmer Velásquez

3 reti
- Rolando Fonseca
- Eliseo Quintanilla
- Saúl Martínez
- Emilio Palacios

2 reti
- Deon McCauley
- Samuel Wilson

1 rete
- Deris Benavides
- Kurt Bernard
- Leonardo González
- Harold Wallace
- Juan Alberto Díaz
- Claudio Albizuris
- Gustavo Cabrera
- Carlos Quiñónez
- Ubaldo Guardia
- Emil Martínez
- Jairo Martínez
- Carlos Will Mejía
- Milton Busto
- Felipe Baloy
- Alberto Blanco
- Ricardo Phillips
- Rivera
- Luis Tejada